# 검은 고양이 네로
<검은 고양이 네로>는 동요이다. 1969년에 이탈리아의 동요 콘테스트인 제11회 제키노 도로에서 3위를 수상한 <난 검은 고양이가 갖고 싶었어(Volevo un gatto nero)>가 원곡이다.
일본에서는 1969년에 미나가와 오사무(당시 6세)가 부른 번안곡 <검은 고양이 탱고(黒ネコのタンゴ)>가 오리콘 차트 1위를 차지할 정도로 히트를 쳤다고 한다.
대한민국에서는 1970년에 홍현걸이 일본 곡을 편곡·번안한 것을 박혜령이 불러서 유명해졌으며 1995년에 듀오 그룹인 터보가 리메이크해서 불렀다.

## 같이 보기
- 홍현걸
- 검은 고양이